# 女鼓手 (迷你劇)
《女鼓手》（英語：The Little Drummer Girl）是一部英美合拍的間諜類型迷你劇集，根據約翰·勒卡雷的熱門同名小說改編。於2018年10月28日在英國廣播公司第一台首播，預定於2018年11月在美國AMC有線臺播出。

## 演員與角色
- 弗洛倫斯·佩治[2]飾夏敏·「查莉」·羅斯（Charmian "Charlie" Ross）
- 亞歷山大·斯卡斯加德[3]飾蓋迪·貝克爾（Gadi Becker）
- 迈克尔·珊农[4]飾馬丁·魯茲（Martin Kurtz
- 克萊爾·霍爾曼（英语：Clare Holman）飾貝奇女士（Miss Bach）
- 凱特·桑普特飾蘿絲（Rose）
- 查尔斯·丹斯飾皮克頓（Picton）
- 西蒙娜·布朗（英语：Simona Brown）飾瑞秋（Rachel）
- 麥斯·艾恩斯飾艾爾（Al）
- 卡塔琳娜·舒特勒飾赫爾加（Helga）

## 剧情
故事设定在1970年代后期，年轻女演员查理在希腊度假时结识了一位有趣的陌生男人蓋迪·贝克尔，后者是一名以色列情报官员，成功将她招募进了七人组成的间谍小组。小组由马蒂领导，四处网罗潜伏在欧洲的巴勒斯坦恐怖分子的情报，他们多次用炸弹袭击在欧洲的以色列人。马蒂希望让蓋迪扮演恐怖分子头目的弟弟萨利姆，查理扮演萨利姆在希腊结识的情人，借此博得恐怖分子对查理的信任，将其打入巴勒斯坦内部。

## 劇集
| 集數 | 標題  | 導演   | 編劇          | 英國播出日期   | 美國播出日期   | 英國收視人數 （百萬） | 美國收視 （百萬） |
| ---- | ----- | ------ | ------------- | -------------- | -------------- | --------------------- | ----------------- |
| 1    | 第1集 | 朴贊郁 | 邁克爾·萊斯利 | 2018年10月28日 | 2018年11月19日 | 8.17                  | 0.40              |
| 2    | 第2集 | 朴贊郁 | 邁克爾·萊斯利 | 2018年11月4日  | 2018年11月19日 | 5.82                  | 0.40              |
| 3    | 第3集 | 朴贊郁 | 克萊爾·威爾遜 | 2018年11月11日 | 2018年11月20日 | 待定                  | 0.23              |
| 4    | 第4集 | 朴贊郁 | 邁克爾·萊斯利 | 2018年11月18日 | 2018年11月20日 | 待定                  | 0.23              |
| 5    | 第5集 | 朴贊郁 | 克萊爾·威爾遜 | 2018年11月25日 | 2018年11月21日 | 待定                  | 0.30              |
| 6    | 第6集 | 朴贊郁 | 邁克爾·萊斯利 | 2018年12月2日  | 2018年11月21日 | 待定                  | 0.30              |

## 反響
本劇在爛番茄網站上獲得89%新鮮度，7.53/10分（62位劇評人）。《女鼓手》在Metacritic網站上獲得了普遍好評，75/100分（18位劇評人）。

## 資料來源
1. ↑  Petski, Denise. . 2018年8月21日  [2018年8月30日]. （原始内容存档于2018-08-26） （英语）.
2. ↑  Tartaglione, Nancy. . 2017年11月9日  [2018年8月30日]. （原始内容存档于2018-08-07） （英语）.
3. ↑  Tartaglione, Nancy. . 2017年11月21日  [2018年8月30日]. （原始内容存档于2018-08-22） （英语）.
4. ↑  White, Peter. . 2018年1月25日  [2018年8月30日]. （原始内容存档于2018-08-22） （英语）.
5. ↑  . Independent. 2018年10月31日  [2018年10月28日]. （原始内容存档于2019-04-29） （英语）.
6. ↑  . Next Episode.   [2018年10月28日]. （原始内容存档于2020-01-01） （英语）.
7. ↑  . The Futon Critic.   [2018年10月31日]. （原始内容存档于2020-01-03） （英语）.
8. 1 2  . barb.co.uk.   [2018年12月25日]. （原始内容存档于2019-02-02） （美国英语）.
9. 1 2  Metcalf, Mitch. . Showbuzz Daily. 2018年11月20日  [2018年12月25日]. （原始内容存档于2019-08-01） （美国英语）.
10. 1 2  Metcalf, Mitch. . Showbuzz Daily. 2018年11月21日  [2018年12月25日]. （原始内容存档于2019-08-01） （美国英语）.
11. 1 2  Metcalf, Mitch. . Showbuzz Daily. 2018年11月26日  [2018年12月25日]. （原始内容存档于2019-06-11） （美国英语）.
12. ↑  . 爛番茄.   [2018年12月25日]. （原始内容存档于2019-05-04） （美国英语）.
13. ↑  . Metacritic.   [2018年12月25日]. （原始内容存档于2019-09-28） （美国英语）.

## 外部連結
- 在BBC Programmes了解《女鼓手》（英文）

- 互联网电影数据库（IMDb）上《女鼓手》的资料（英文）